# Lake County, Tennessee
Lake County är ett administrativt område i delstaten Tennessee, USA, med 7 832 invånare. Den administrativa huvudorten (county seat) är Tiptonville.  

## Geografi
Enligt United States Census Bureau så har countyt en total area på 502 km². 423 km² av den arean är land och 79 km² är vatten.  

### Angränsande countyn
- Fulton County, Kentucky - nord
- Obion County - öst
- Dyer County - syd
- Pemiscot County, Missouri - väst
- New Madrid County, Missouri - nordväst